# Gelsemiaceae
Gelsemiaceae L.Struwe & V.A.Albert, 1995 è una famiglia di piante angiosperme dell'ordine Gentianales.

## Tassonomia
La famiglia comprende i seguenti generi:
- Gelsemium Juss.
- Mostuea Didr.
- Pteleocarpa Oliv.